# Pellegrino Rossi
Pellegrino Rossi (ur. 13 lipca 1787 w Carrarze, zm. 15 listopada 1848 w Rzymie) − włoski ekonomista, polityk i prawnik, wysoki urzędnik monarchii lipcowej, minister sprawiedliwości Państwa Kościelnego podczas rządów Piusa IX.

## Życiorys
Studiował na Uniwersytecie w Pawii i Uniwersytecie Bolońskim; został profesorem prawa w 1812 roku. W 1815 roku wspomagał Joachima Murata w jego wyprawie antyaustriackiej do Neapolu, po czym zbiegł do Francji, następnie Genewy, gdzie zaczął wykładać prawo i otrzymał obywatelstwo tego kantonu. W 1820 roku został wybrany deputowanym kantonalnym i pełnił tę funkcję do 1832 roku. Zajmował się przygotowaniem nowej konstytucji, zwanej Pacte Rossi, a po jej odrzuceniu przez zgromadzenie kantonalne udał się do Francji na zaproszenie François Guizota.
W 1833 roku zatrudnił się w Collège de France, gdzie zastąpił zmarłego Jean-Baptiste'a Saya, w 1834 roku otrzymał francuskie obywatelstwo, po czym przeniósł się na Uniwersytet Paryski, gdzie objął profesurę prawa. W 1843 roku został dziekanem wydziału prawa.
W 1845 roku udał się do Rzymu, gdzie został ambasadorem francuskim. Po rewolucji w 1848 roku został ministrem spraw wewnętrznych Piusa IX, jednak jego liberalne reformy nie zostały nigdy wprowadzone w życie.
Został zamordowany przed otwarciem obrad parlamentu, 15 listopada 1848 roku, co było jednym z powodów ucieczki Piusa IX z Rzymu i proklamacji Republiki Rzymskiej.